# Fissuroderes novaezealandia
Fissuroderes novaezealandia är en djurart som tillhör fylumet pansarmaskar, och som beskrevs av Birger Neuhaus och Blasche 2006. Fissuroderes novaezealandia ingår i släktet Fissuroderes och familjen Echinoderidae. Inga underarter finns listade i Catalogue of Life.